# Neoclytus interruptus
Neoclytus interruptus es una especie de escarabajo longicornio del género Neoclytus, tribu Clytini, subfamilia Cerambycinae. Fue descrita científicamente por LeConte en 1873.

## Descripción
Mide 7,5-13 milímetros de longitud.

## Distribución
Se distribuye por Estados Unidos.